# Horizon (журнал, США)
Horizon — американский журнал, выходивший ежеквартально в 1958—1989 годах. Первоначально издавался издательством American Heritage один раз в два месяца под заголовком Журнал искусств (англ. A Magazine of the Arts). В 1978 году был куплен компанией Boone Inc. и был закрыт в марте 1989 года. 
В сентябре 1958 года издательство American Heritage начало выпуск журнала искусств в твёрдом переплёте. Редактором был Джозеф Торндайк.  